# 芒特倫納德 (密蘇里州)
芒特倫納德（英語：Mount Leonard）是位於美國密蘇里州薩林縣的村。

## 人口
根據2020年美國人口普查的數據，芒特倫納德的面積為0.27平方千米，皆為陸地。當地共有人口65人，而人口密度為每平方千米241人。